# Linia (gmina)
La gmina de Linia est une commune rurale de la voïvodie de Poméranie et du powiat de Wejherowo. Elle s'étend sur 119,82 km2 et comptait 5.940 habitants en 2010. Son siège est le village de Linia qui se situe à environ 27 kilomètres au sud-ouest de Wejherowo et à 47 kilomètres à l'ouest de Gdansk, la capitale régionale.

## Villages
La gmina de Linia comprend les villages et localités de Dargolewo, Głodnica, Igrzeczna, Kętrzyno, Kobylasz, Leobór, Lewinko, Lewino, Linia, Miłoszewo, Niedźwiadek, Niepoczołowice, Niepoczołowice-Folwark, Osiek, Pobłocie, Potęgowo, Smażyno, Strzepcz, Tłuczewo et Zakrzewo.

## Gminy voisines
La gmina de Linia est voisine des gminy de Cewice, Kartuzy, Łęczyce, Luzino, Sierakowice et Szemud.